# Österreichischer Kunstpreis für Musik
Der Österreichische Kunstpreis für Musik gehört zu den Staatspreisen der Republik Österreich und wird vom Bundesministerium für Unterricht, Kunst und Kultur vergeben. Bis 2009 wurde er als Österreichischer Würdigungspreis für Musik bezeichnet, seit 2010 wird er unter dem Namen Österreichischer Kunstpreis für Musik verliehen.
Außerdem wird seit 2010 der Outstanding Artist Award für Musik vergeben. Er ersetzt den von 1971 bis 2009 bestehenden Österreichischen Förderungsspreis für Musik, dessen Vorgänger wiederum der 1950 bis 1970 verliehene Staatspreis für Musik war.

## Österreichischer Würdigungspreis für Musik
- 1973 Heimo Erbse
- 1975 HK Gruber
- 1979 HK Gruber, Gerhard Wimberger
- 1980 Iván Eröd
- 1987 Franz Koglmann, Tscho Theissing
- 1989 Richard Dünser
- 1992 Gerhard Präsent, Jenő Takács
- 1993 Walter Malli
- 1996 Dieter Kaufmann, Balduin Sulzer
- 1997 Bert Breit ?
- 2001 Mathias Rüegg, Theodor Burkali
- 2003 Herwig Reiter
- 2006 Christian Muthspiel, Peter Planyavsky
- 2007 Michael Radulescu
- 2008 Fritz Pauer

## Österreichischer Kunstpreis für Musik
- 2010 Thomas Daniel Schlee[2]
- 2011 Gerd Kühr[3]
- 2012 Erich Kleinschuster[4]
- 2013 Katharina Klement[5]
- 2014 Wolfgang Mitterer[6]
- 2015 Thomas Larcher[7]
- 2016 Christoph Cech[8]
- 2017 Josef Aichinger
- 2018 Elisabeth Schimana[9]
- 2019 Bernhard Lang[10]
- 2020 Susanne Kirchmayr (Electric Indigo) und Peter Ablinger[11]
- 2021 Mia Zabelka[12]
- 2022 Johannes Maria Staud[13]
- 2023 Peter Androsch[14]
- 2024 Patricia Kopatchinskaja[15]